# Ять в дореформенной русской орфографии
Ниже приведены правила употребления буквы Ѣ в русской орфографии на конец XIX — начало XX века.

## Ѣ в окончаниях, суффиксах и на конце служебных слов

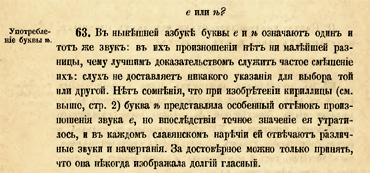
Параграф из книги Я. К. Грота «Русское правописание», посвящённый букве ѣ

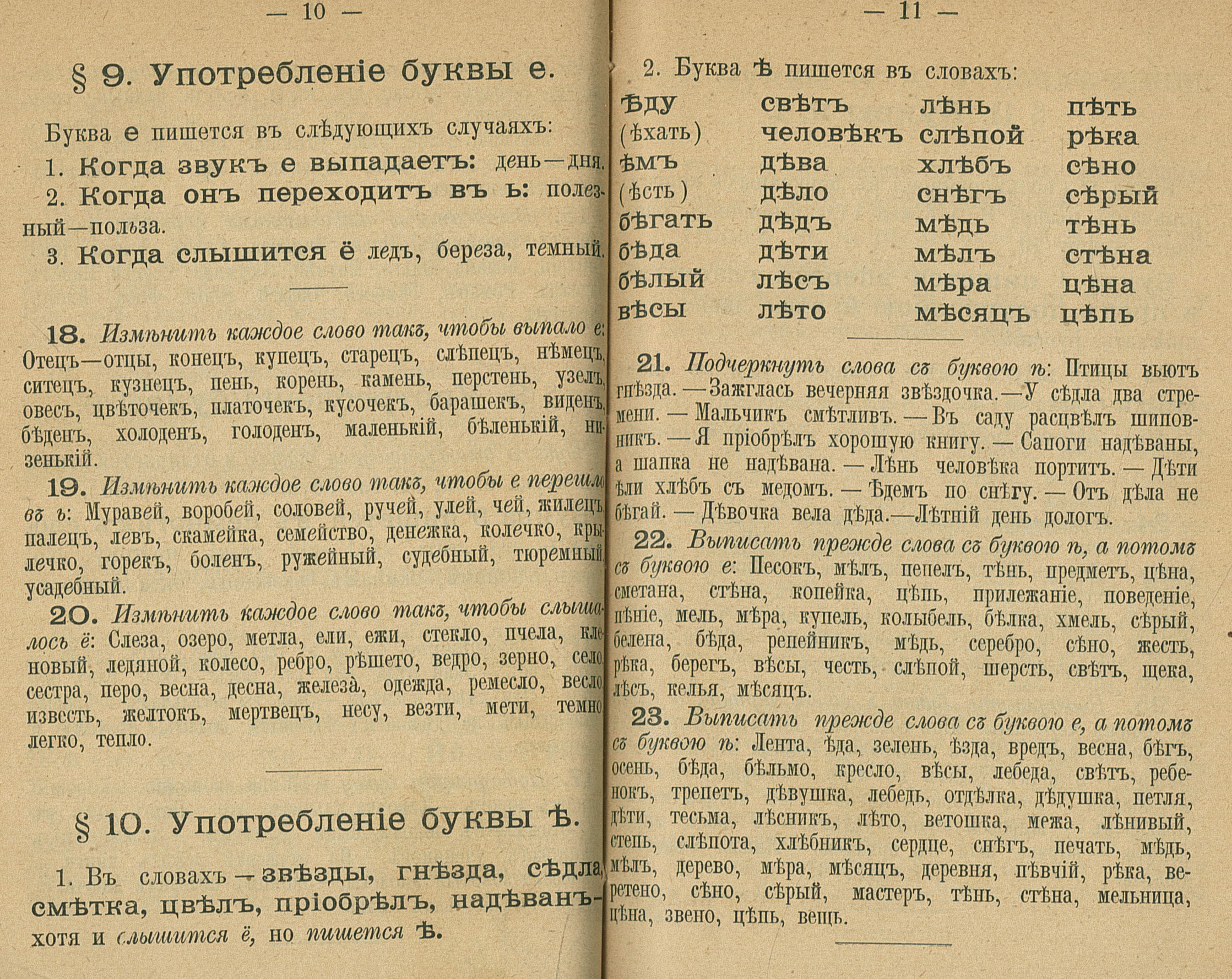
Параграфы, посвящённые правилам написания букв е и ять, в учебнике П. Барышникова для начальных школ («Краткие сведения из русской грамматики и важнейших правил орфографии», М., 1899)

Согласно обычаям, упорядоченным в «Русском правописании» академика Я. К. Грота, буква ѣ писалась на месте нынешней е в следующих случаях:
- в суффиксах сравнительной и превосходной степени прилагательных и наречий -ѣе (-ѣй), -ѣйшій: сильнѣе, сильнѣй, сильнѣйшій, сильнѣйше (но не в качестве конечной буквы: глубже, лучше, рѣзче, крѣпче, дешевле и т. п., за исключением стяжённых форм болѣ, менѣ, далѣ, тяжелѣ);
- в дательном и предложном падежах единственного числа существительных: о столѣ, въ/къ школѣ, о морѣ, о счастьѣ (а также о счастіи), но не в именительном и винительном падежах (гдѣ? — въ морѣ, но куда? — въ море). В заимствованных словах, оканчивающихся на е и не изменявшихся по падежам, ѣ не писался (въ кафе, на шоссе, въ фойе);
- в трёх формах личных и возвратных местоимений: мнѣ, тебѣ, себѣ;
- в творительном падеже местоимений кѣмъ, чѣмъ (но в предложном о чёмъ), тѣмъ, всѣмъ, а также во всех падежах множественного числа местоимений тѣ и всѣ (написание все означает всё), но приставка все пишется через е (всемірный).
- в числительном двѣ (хорв. dvije)[2] и в производных от него: двѣсти, двѣнадцатый;
- во всех падежах множественного числа женского рода числительного обѣ (хорв. obije): обѣихъ, -мъ, -ми;

Мнемонические стихи 
с наречиями без ѣ на конце
Нынче вовсе вообще, 

Еже, прежде и уже, 

Всуе еле вотще вдвое, 

Втуне крайне даже втрое.

- в наречиях и предлогах гдѣ (хорв. gdje), внѣ, здѣсь, нынѣ, послѣ (хорв. poslije), кромѣ, развѣ, вездѣ (хорв. svugdje), возлѣ, подлѣ, доколѣ, отколѣ, доселѣ, отселѣ, индѣ, зѣло, а также, в соответствии с морфемным принципом орфографии, в производных от них: нынѣшній, кромѣшный, здѣшній, внѣшній, извнѣ и т. п.;

- Исключение составляют такие наречия: нынче, вовсе, вообще, еже, прежде, уже, всуе, еле, вотще, вдвое, втуне, крайне, даже, втрое (есть во мнемонических стихах справа), а также наречия еле(-еле), ещё, иначе, издре́вле, наипаче, пуще, свыше, надвое и натрое. В число оканчивающихся на -е наречий входят также наречия сравнительной степени (больше, ближе и т. д.) — см. первый пункт.

- в сложных предлогах и наречиях, образованных от существительного, падеж которого требовал ѣ: вмѣстѣ, вродѣ, вдалекѣ, вдвойнѣ и т. п.;
- в глаголах пишется -ѣть (кроме трёх исключений: (у)мереть, тереть, переть(ся), а также их возвратных и приставочных форм): имѣть, хотѣть, смотрѣть, болѣть, краснѣть и т. п.; ѣ сохраняется при спряжении и словообразовании: имѣть — имѣю — имѣлъ — имѣя — имѣющій — имѣвшій — имѣніе;

- но в формах прилагательных вроде виденъ или боленъ пишется е, так как в них вместо глагольного суффикса -ѣ- выступает суффикс прилагательных -ен- с беглой е (видна, больна);
- аналогичным образом — не через ѣ — пишутся образования вроде ясновидецъ, сидень (проверяются формами с беглой гласной: ясновидца, сиднемъ);

- в существительных бывает как -ѣніе, так и -еніе, причём ѣ пишется только в случае образования от глагола на -ѣть (потемнѣть — потемнѣніе, но затемнить — затемненіе; в некоторых случаях одинаковое по нынешней орфографии слово писалось двояко, в зависимости от смысла: так, обрусѣніе как естественный процесс противопоставлялось насильственному обрусенію: первое производится от обрусѣть, а второе — от обрусить);
- при этом иногда принимаются во внимание не только существующие русские глаголы, но и древние: написания с ятем суффикса слов свѣ́дѣніе или мнѣніе объясняли их производством от церковнославянских глаголов вѣ́дѣти и мнѣти, а не от русских вѣдать и мнить; но слово пренія (спор) производили от русского переть, хотя по-церковнославянски прѣніе, прѣтися (противиться, спорить, состязаться в суде);

- старославянское название буквы ж могло писаться и живѣте, и (реже) живете, но название буквы м — мыслете — только через е (по происхождению оба слова — глаголы повелительного наклонения);
- суффиксальное (или исторически суффиксальное) -ей- пишется через ѣ в словах индѣецъ (индѣйскій, индѣйка…), змѣй (змѣя, змѣиться…); обычно (хотя и вопреки правилам Грота) также в слове копѣйка; в прочих же словах — с е: линейный, кофейникъ, корейка и т. п.

### Ѣ на месте нынешней И
Кроме того, в двух случаях ѣ писали на месте нынешней буквы и, где в церковнославянском языке пишется ѣ в формах двойственного числа женского рода:
- в местоимении множественного числа женского рода онѣ (в мужском и среднем роде писали, как и сейчас, они);
- во всех падежах множественного числа женского рода числительного однѣ: однѣхъ, -мъ, -ми (в мужском и среднем роде — однихъ, -мъ, -ми).

Примечание 1. Если перечисляются слова не только женского и/или среднего, но и мужского рода, то употреблялось местоимение они. Это давало такую систему:
- мужчины — они;
- женщины — онѣ;
- дети (ср. род: дитя) — они;
- мужчины и женщины — они;
- мужчины и дети — они;
- женщины и дети — онѣ;
- мужчины, женщины и дети — они.

Замечание, не связанное с буквой ѣ. При выборе рода прилагательных существовал также, хотя и редко встречающийся, выбор по роду ближайшего существительного (окончания -ые, -іе в женском и среднем родах имели вид -ыя, -ія):
- рыжіе мужчины и женщины;
- рыжія женщины и мужчины;
- взрослые и дѣти, богатыя и бѣдныя;
- богатые и бѣдные, взрослые и дѣти.

Примечание 2. Для существительных pluralia tantum (имеющих только множественное число) род вычислялся по окончанию родительного падежа: имеющие окончание -овъ/-евъ считались мужского рода, а прочие — женского: одни штаны (потому что штановъ), но однѣ брюки (потому что брюкъ). Из этого правила было несколько исключений: будни, хоть и имеют в родительном падеже множественного числа будней, считались мужского рода, потому что происходят от слова день. Очки, хоть и имеют в родительном падеже множественного числа очковъ, считались среднего рода, поскольку происходят от слова око.

## Ѣ в приставках
Ѣ пишется в приставке нѣ- неопределённого (но не отрицательного) значения: нѣкто, нѣчто, нѣкій, нѣсколько, нѣкогда (в значении «неведомо когда», а отрицательное некогда — «нет времени»), нѣгдѣ («где-то», а отрицательное негдѣ — «нет места»), нѣкоторый и проч. (ср. c болг. някой, някоя с типично болгарским изменением ѣ в я), а также в приставке внѣ-: внѣочередной, внѣплановый, внѣпартійный и проч.

## Корни с Ѣ (исконно русские и древние заимствования)
Замѣшу посѣвъ въ мѣрило, 

Ѣду грѣхъ исповѣдать. 

Мѣдь, желѣзо всѣхъ плѣнило, 

Днѣпръ, Днѣстръ посѣщать. 

Пріобрѣлъ, расцвѣлъ, загнѣдка, 

Вѣсъ, апрѣль, успѣхъ, сѣдло, 

Зрѣть, прорѣха, вѣха, рѣдко, 

Мѣтко, вѣстовать, сосѣдка 

Крѣпокъ, спѣлъ, орѣхъ зѣло…

Бѣсы, сѣни, цѣпи, вѣжа, 

Лѣвый, нѣкій, прѣсный, цѣлъ. 

Дѣти-свѣтъ! Болѣйте рѣже! 

Печенѣгъ плѣнять умѣлъ… 

Разъ бѣлка бѣса побѣдила 

И съ тѣмъ изъ плѣна отпустила, 

Чтобъ онъ ей отыскалъ орѣхъ. 

Но дѣло было то въ апрѣлѣ, 

Въ лѣсу орѣхи не созрѣли. 

Съ Днѣпра, съ Днѣстра ли нѣкто Глѣбъ, 

Жилъ въ богадѣльнѣ дѣдъ-калѣка, 

Не человѣкъ, полъ-человѣка… 

Онъ былъ и глухъ, и нѣмъ, и слѣпъ, 

Ѣлъ только рѣпу, хрѣнъ и рѣдьку. 

Бѣлый, блѣдный, бѣдный бѣсъ

Убѣжалъ голодный въ лѣсъ.

Лѣшимъ по лѣсу онъ бѣгалъ,

Рѣдькой съ хрѣномъ пообѣдалъ

И за горькій тотъ обѣдъ

Далъ обѣтъ надѣлать бѣдъ.

Вѣдай, братъ, что клѣть и клѣтка,

Рѣшето, рѣшетка, сѣтка,

Вѣжа и желѣзо съ ять, —

Такъ и надобно писать.

Наши вѣки и рѣсницы

Защищаютъ глазъ зѣницы,

Вѣки жмуритъ цѣлый вѣкъ

Ночью каждый человѣкъ…

Вѣтеръ вѣтки поломалъ,

Нѣмецъ вѣники связалъ,

Свѣсилъ вѣрно при промѣнѣ,

За двѣ гривны продалъ въ Вѣнѣ.

Днѣпръ и Днѣстръ, какъ всѣмъ извѣстно,

Двѣ рѣки въ сосѣдствѣ тѣсномъ,

Дѣлитъ области ихъ Бугъ,

Рѣжетъ съ сѣвера на югъ.

Кто тамъ гнѣвно свирѣпѣетъ?

Крѣпко сѣтовать такъ смѣетъ?

Надо мирно споръ рѣшить

И другъ друга убѣдить…

Птичьи гнѣзда грѣхъ зорить,

Грѣхъ напрасно хлѣбъ сорить,

Надъ калѣкой грѣхъ смѣяться,

Надъ увѣчнымъ издѣваться…
Эта часть русской орфографии считалась самой тяжёлой для учащихся, из разряда тех, которые понять невозможно, только запомнить. Ниже корни (основы) с ѣ сгруппированы по согласной, предшествующей букве ѣ, и отделены при необходимости дефисами. Производные от основного слова даны ограниченно.

### Начальный ѣ (2 корня)
- ѣд-а, ѣмъ, ѣсть (хорв. jesti; не путать с есть, есмь и другими формами от быть, а также с формами существительного ель - ели), об-ѣд-ъ (устар. хорв. objed), об-ѣд-ня, сыро-ѣж-ка, сыро-ѣ-га, медв-ѣд-ь (хорв. medvjed), сн-ѣд-ь, ѣд-кій…
- ѣх-ать, ѣзда (пол. jazda), у-ѣздъ, ѣду, ѣздить, по-ѣздъ…

### -бѣ- (5 корней)
- бѣг-ъ (хорв. bijeg), бѣг-лецъ, бѣж-енецъ, за-бѣг-аловка, из-бѣг-ать, из-бѣж-ать (неиз-бѣж-ность), на-бѣг-ъ, пере-бѣж-чикъ, про-бѣг-ъ, раз-бѣг-ъ, у-бѣж-ище, центро-бѣж-ная сила… [не путать с бегонiя]
- бѣд-а, бѣд-ный (хорв. bijedan), по-бѣд-ить (хорв. pobjeda), у-бѣд-ить, у-бѣжд-еніе (хорв. ubjediti)… [не путать с бедро, бедренный, бедуинъ]
- бѣл-ый (хорв. bijeli), бѣл-ьё, бѣл-ка, бѣл-ь-мо, бѣл-уга, бѣл-ена… [не путать с белёгъ]
- бѣс-ъ, бѣш-еный (хорв. bijes — ярость)…
- обѣт-ъ, обѣщ-ать (тут корень собственно на -вѣ-, из об-вѣтъ, об-вѣщ-ать, но претерпевший изменение).

### -вѣ- (17 корней)
- вѣ-ять, вѣ-еръ, вѣ-теръ (хорв. vjetar), вѣ-твь, вѣ-ха (высокий шест)…
- вѣд-ать, вѣд-и (название буквы в), вѣс-ть (хорв. vijest), по-вѣс-ть (хорв. povijest — наука история) [не путать с глаголами вести/веду, везти/везу и их производными], вѣ́дѣніе [но веде́ніе, заведеніе — от вести], вѣжливый, не-вѣжд-а, вѣжд-ы (веки на глазах)…
- вѣж-а (палатка, шатер)
- вѣк-ъ (хорв. vijek), вѣч-ный, у-вѣч-ить…
- вѣк-о (кожица на глазу)
- вѣн-окъ, вѣн-ецъ (хорв. vijenac), вѣн-икъ…
- вѣно (пол. wiano — приданое) (приданое, выкуп за невесту), Вѣна (столица Австрии), но: вена (кровеносный сосуд)
- вѣр-а (хорв. vjera), вѣр-оятно (хорв. vjerojatno), суе-вѣр-іе [не путать с основами на вер-, верг-, верб-: вернуть, верстать, вертѣть, вереница, верхъ, с-верг-нуть, от-верг-нуть, из-верж-еніе, верба]…
- вѣс-ъ, вѣш-ать, по-вѣс-а, равно-вѣс-іе [не путать с весна, вешнiй, веселье, весь от всё, с глаголом вести, привести]
- звѣзд-а (хорв. zvijezda)
- звѣр-ь (хорв. zvijer)
- невѣст-а
- от-вѣт-ъ (диал. хорв. odvit), со-вѣт-ъ (хорв. savjet), при-вѣт-ъ, за-вѣт-ъ, вѣщ-ать [не путать с вещь], вѣч-е [не путать с вечеръ, ветхій, ветла, ветчина…]
- свѣж-ій (хорв. svježi), свѣж-ѣть…
- свѣт-ъ (хорв. svijet), свѣч-а (хорв. svijeća), про-свѣщеніе (хорв. prosvjeta), свѣт-ецъ, свѣт-ёлка, Свѣт-лана…
- цвѣт-ъ (хорв. cvijet — цветок), цвѣт-ы, цвѣ-сти…
- человѣк-ъ (хорв. čovjek), человѣч-ескій…

### -дѣ- (5 корней)
- дѣ-ть, дѣ-вать, о-дѣ-ть, о-дѣ-вать, о-дѣ-яло, о-дѣ-яніе (но: одежда), дѣ-ло, дѣ-лать, дѣ-йствіе, не-дѣ-ля (хорв. nedjelja), на-дѣ-яться (но: надежда), сви-дѣ-тель (от ст.-сл. вѣдѣти — знать)…
- дѣв-а, дѣв-очка (хорв. djevojka) [не путать с девять, деверь, девонскiй (период палеозойской эры)]…
- дѣд-ъ… (пол. dziadek)
- дѣл-ить, пре-дѣл-ъ (хорв. dio — часть)…
- дѣт-и (ед. ч. дитя, хорв. djeca), дѣтёнышъ, дѣтка, дѣт-ство…

### -зѣ- (3 корня)
- зѣ-вать, зѣ-въ, рото-зѣй…
- зѣло [не путать с зелье, зелень, зелёный…]
- зѣн-ица (зрачок), зѣн-ки (глаза)… [не путать с зенитъ, зенкеръ, зенковка]

### -лѣ- (25 корней)
- лѣв-ый (хорв. lijevi), лѣв-ша [не путать с левъ/львы, левитація, левитировать и именем Лёвъ]…
- лѣз-ть (пол. lazł), лѣс-тница, об-лѣз-лый [не путать с лезвіе]…
- лѣк-арь (хорв. liječnik), лѣч-ить [не путать с лечу от летѣть], лѣк-арство (от лѣк-ъ — зелье, трава; хорв. lijek)…
- лѣн-ь, (хорв. lijeni), лѣн-ивецъ, лѣн-ивый, лѣн-тяй…[не путать с олень, тюлень]
- лѣп-ота (хорв. lijepo), велико-лѣп-ный, лѣп-ить, не-лѣп-ый, с-лѣп-окъ [не путать с лепетать, лепестокъ, лепёшка]…
- лѣс-ъ (пол. las), лѣс-никъ, лѣс-ничій, лѣс-опилка, лѣш-ій [не путать с леса, леска, лесть]…
- лѣт-о (пол. lato, хорв. ljeto), долго-лѣт-іе, Лѣт-овъ, лѣт-оисчисленіе, лѣт-описецъ, лѣт-опись, мало-лѣт-ка, одно-лѣт-ка, пяти-лѣт-ка, совершенно-лѣт-іе… [не путать с летать, летѣть]
- лѣх-а́ («борозда»; впрочем, часто это редкое слово писали и с е)
- блѣд-ный… (пол. blady)
- желѣз-о, желѣз-някъ (пол. żelazo) [но: железа́, желёзка]…
- калѣк-а, калѣч-ить…[не путать с калекъ - род. п, мн. ч от калька]
- клѣт-ь, клѣт-ка (пол. klatka) [не путать с клещъ, клещи]…
- колѣн-о, на-колѣн-никъ, по-колѣн-іе… (пол. kolano)
- лелѣ-ять…
- млѣ-ть [не путать с млеко, млечный]…
- плѣн-ъ, плѣн-ённый, плѣн-ить, плѣн-никъ [не путать с плёнка]…
- плѣсень [не путать с плести, плетеніе]…
- плѣшь, Плѣх-ановъ…
- полѣно… (пол. polano)
- слѣд-ъ (пол. ślad), по-слѣд-ователь, по-слѣд-ствіе, пре-слѣд-овать, слѣд-ить, слѣд-опытъ…
- слѣп-ой…
- телѣг-а, телѣж-ный…
- тлѣн-ъ, тлѣн-іе, тлѣн-ный…
- хлѣб-ъ [не путать с хлебать, похлёбка]…
- хлѣв-ъ…

### -мѣ- (11 корней)
- мѣд-ь, мѣд-ный [не путать с мёдъ, медвяный, медвѣдь и с медлить, медленный]…
- мѣл-ъ (вещество) [не путать с мелкій, мелочь, мельница]…
- мѣн-ять, из-мѣн-никъ (хорв. promjena), не-пре-мѣн-но [не путать с меньшій, менѣе, спортсменъ, спортсменка]…
- мѣр-а, на-мѣр-еніе (хорв. namjera), лице-мѣр-ъ (хорв. licemjer) [не путать с мертвый, смерть, а также с мерцаніе, мерцать]…
- мѣс-яцъ (хорв. mjesec)…
- мѣс-ить [не путать с мести], мѣш-ать, по-мѣх-а…
- мѣст-о (хорв. mjesto), мѣщ-анинъ (от пол. miasto — город), по-мѣщ-икъ [не путать с месть, мстить, а также между, межевой, межеваніе], на-мѣст-никъ…
- мѣт-ить, за-мѣч-ать [не путать с мечтать, мечта, мечъ, мечникъ], при-мѣч-аніе (хорв. primjedba), с-мѣт-ить, с-мѣт-а [не путать с корнем -мет-: мет-ать, пред-мет-ъ, опро-мет-чивый, мет-ель, мет-ла и т. д.]…
- мѣх-ъ, мѣш-окъ…
- змѣй, змѣя
- смѣ-ть (хорв. smjeti — иметь право), смѣ-лый, смѣ-яться, смѣхъ (хорв. smijeh) [не путать с смекать, смеканіе, сметана]…

### -нѣ- (10 корней)
- нѣг-а, нѣж-ный, нѣж-ить (хорв. njega, nježan, njegovati) [не путать с не-годовать и с существительным не́-жить]…
- нѣд-ра, в-нѣд-рить…
- нѣм-ой, нѣм-ецъ (хорв. Nijemac) [не путать с местоимениями (к) нему, (о) нёмъ, а также с глаголом внемлить]…
- нѣтъ, от-нѣ-каться [тут ѣ возник из долгого, бывшего удвоенного е оборота наподобие не е(сть) ту(т)]…
- гнѣв-ъ…
- гнѣд-ой…
- гнѣздо… (пол. gniazdo)
- за-гнѣт-ка (в печи) [не путать с гнет-утъ, у-гнет-ать, гнётъ]
- снѣг-ъ (хорв. snijeg), снѣж-ный…[но: снегирь]
- мнѣ-ніе, со-мнѣ-ніе, со-мнѣ-ваться (производные от старого глагола мнѣти) [но: усомненіе от усомниться]…

### -пѣ- (7 корней)
- пѣ-ть (хорв. pjevati) [не путать с Пётръ, петрушка], пѣ-сня (хорв. pjesma; не путать с спесь), пѣ-тухъ (но: пе́репелъ)…
- пѣг-ій [не путать с перо, перина, пернатый, Пегасъ]…
- пѣн-а (пол. piana) [не путать с пенальти]
- пѣняз-ь (древняя монета, ср. c пфенниг, пенни); не путать с пеня, пенять… По Гроту — пишется с е, а не с ѣ[6].
- пѣст-овать (воспитывать), пѣст-унъ [не путать с о-пек-а, по-печ-еніе, а также с песокъ (несмотря на этимологию: хорв. pijesak), пестъ, пестикъ, пёстрый, пёсъ]…
- пѣх-ота, пѣш-ій, о-пѣш-ить [не путать с петля, печь, печать, печаль]…
- спѣ-ть, спѣ-хъ, спѣ-шить, у-спѣ-хъ (хорв. uspijeh, удача; хорв. uspjeti, смочь)…

### -рѣ- (21 корень)
- рѣ-ять («парить в воздухе», «развеваться»; не путать с ремесло), рѣ-ка (хорв. Rijeka — название города)…
- рѣч-ь (хорв. riječ, слово), на-рѣч-іе (но в глагольных и причастных формах с «е»: из-реч-ь, из-рек-у, хорв. ja rečem, ti rečeš, on reče и т. д. — я говорю, ты говоришь, он говорит…; из-речь, из-реч-еніе)…
- рѣд-кій (хорв. rijedak; не путать с ретивый)…
- рѣд-ька [не путать с редиска]…
- рѣз-ать, рѣз-вый… [но: результатъ (лат. resultare)]
- рѣп-а, рѣп-ица [но: репей, репейникъ]
- рѣсн-ица…
- об-рѣт-ать, об-рѣс-ти, с-рѣт-еніе, вс-т-рѣч-ать [не путать с брести/бродить]
- про-рѣх-а, рѣш-ето, рѣш-ётка [но: решка (у монет)]
- рѣш-ать, рѣш-ить (хорв. riješiti)…
- грѣх-ъ (хорв. grijeh), грѣш-ный [не путать с греча, гречневый, а также с грести, гребень; грезить, грёза; гремѣть, гремучій]…
- зрѣ-ть, со-зрѣ-ть, зрѣ-лый, зрѣ-ніе…
- крѣп-кій (редкое хорв. krijepak), крѣпиться…
- орѣх-ъ (несмотря на хорв. orah и ст.-сл. орьхъ)…
- прѣ-ть, прѣ-лый, прѣ-ніе («гниение», но преніе «спор»)…
- прѣс-ный… [но: Пресня, станция Краснопресненская]
- свирѣп-ый…
- свирѣл-ь [тут ѣ глагольного происхождения, от старинного слова свирѣти]
- стрѣл-а (хорв. strijela), стрѣл-ять…
- стрѣх-а (кровля), за-стрѣха (нижний край кровли)…
- хрѣн-ъ… [не путать с фамилией Кохренъ]

### -сѣ- (12 корней)
- сусѣк-ъ…
- сѣ-ять (пол. siać, хорв. sijati), сѣ-мя (пол. siemię, хорв. sjeme) [но: семья, семейство, семёрка]…
- сѣвер-ъ (хорв. sjever) [не путать с севрюга]…
- сѣд-ло (пол. siodło), сѣс-ть (пол. siąść), бе-сѣд-а (пол. biesiada), со-сѣдъ (пол. sąsiad, хорв. susjed) [но: село, селить, селеніе]…
- сѣд-ой, сѣд-ѣть (хорв. sjediti) [не путать с седьмой, семь]…
- сѣк-у (пол. siekę), сѣч-ь (пол. siec, хорв. sjeći), сѣч-а, сѣч-еніе, про-сѣк-а (пол. przesieka), на-сѣк-омое [не путать с лат. секта, секретъ и т. д.]…
- сѣн-ь (пол. sień, хорв. sjena), о-сѣн-ять, сѣн-и [но: осень]…
- сѣн-о (пол. siano, хорв. sijeno)
- сѣр-ый (пол. szary), сѣр-а (пол. siarka) [не путать с сердце, сердить, серебро, серна, сернина, серiя, серiал, сербъ, серпъ]…
- по-сѣт-ить (хорв. posjeta, визит), по-сѣщ-ать…
- сѣт-овать (хорв. sitan, грустный)…
- сѣть (пол. sieć), сѣтка (пол. siatka)… [не путать с сетъ (в волейболе или в теннисе)]

### -тѣ- (7 корней)
- стѣн-а (пол. ściana), за-стѣн-окъ, за-стѣн-чивый, стѣнъ-газета [не путать со стенаніе, стендъ и греческим стенографія]…
- тѣл-о (пол. ciało), мягко-тѣл-ость, рас-тѣл-ешиться, тѣль-няшка [не путать с тел-ёнокъ, тёл-ка, а также со словами на теле-: телевизоръ, телескопъ]…
- тѣн-ь (пол. cień), оттѣнокъ, тѣнёкъ. [не путать с тентъ, тензоръ]
- тѣст-о (пол. ciasto) [не путать с тестъ, тестированiе]
- тѣс-ный (пол. ciasny), стѣснять, стѣсняться, тѣснить, тѣсниться [не путать с тесать, тесло, с именем Никола Тесла, а также тетива, тесть, тёща]…
- за-тѣ-ять, за-тѣ-я [не путать с течь]…
- у-тѣх-а (пол. uciecha), потѣха (пол. cieszyć), тѣш-ить, утѣшеніе…[не путать с техника, технологiя]

### -хѣ- (1 корень)
- хѣр-ъ (название буквы х), по-хѣр-ить (перечеркнуть двумя косыми чертами, по образу буквы х; также «отказаться, забросить»)

### -цѣ- (7 корней)
- цѣв-ка, цѣв-ье…
- цѣв-ница (дудка)…
- цѣд-ить…
- цѣл-ый (пол. cały, хорв. cijeli), ис-цѣл-ять, цѣл-овать (пол. całować), по-цѣл-уй (пол. pocałunek)…
- цѣл-ь (хорв. cilj), цѣлиться…
- цѣн-а (хорв. cijena) [не путать с цензъ, цензура]
- цѣп-ь, цѣп-лять, цѣп-ъ…

## Ѣ в собственных именах, фамилиях, географических названиях и прочих заимствованиях
Кроме имён и названий, образованных от вышеуказанных слов (напр., Свѣтлана, Вѣра, Нѣжинскій, Онѣгинъ), через ять пишутся:
- личные имена Алексѣй, Глѣбъ, Елисѣй, Еремѣй, Матвѣй, Рогнѣда, Сергѣй, а также образованные от них фамилии, напр.: Алексѣевъ, Сергѣевъ;
- названия народов: нѣмцы, печенѣги, самоѣды, индѣйцы (американские; индійцы из Индіи);
- географические названия: Вѣна, Днѣпръ, Днѣстръ, Нѣманъ, Онѣга, а также польские названия с -ie- в оригинале (Кѣльцы, Гнѣзно, Цѣхановъ и т. п.);
- месяц апрѣль;
- слово вѣеръ (совпало по значению со славянским вѣяти);

## Более или менее общие правила и закономерности
- Ѣ после шипящих ж, ч, ш, щ, гортанных г, к, х, а также после ф не встречается в корнях слов (кроме хѣръ и производных, а также некоторых польских собственных имён).
- Из глаголов на -ечь через ѣ пишутся только сѣчь и разговорное убѣчь с производными; у всех прочих обычное е (беречь, жечь, лечь, печь, (из-)речь, стеречь, течь и т. п.).
- Из существительных на -ель с Ѣ пишутся только три слова: цѣль, апрѣль, свирѣль; у всех остальных обычное е: трель, постель, щель, щавель, дрель, капель и т. п., а также хмель (по Гроту; этимологически правильнее было бы хмѣль).
- Ѣ не пишется в позиции беглой гласной: песъ (пса), левъ (льва; не путать с краткой формой лѣвъ прилагательного лѣвый), виденъ (видна, видный; хотя в причастных формах — ѣ: видѣнный, от видѣть), вровень (ровня); пей (пью) и т. п. Это объясняется тем, что беглая е образовалась из древнерусского редуцированного гласного ь, который исчез в слабой позиции и перешёл в е в сильной позиции[7].
- Ѣ не пишется при произношении ё и при чередованиях с ё: мёдъ, медовый, медоваръ; тёлка, телецъ, телёнокъ; пень, опёнокъ… Исключения из этого правила (то есть слова с ѣ на месте нынешней ё): вдѣжка, вѣшка (сейчас говорят без ё: ве́шка), гнѣзда, запечатлѣнъ, засѣкъ, звѣзды, зѣвывалъ (и позѣвывалъ), издѣвка, медвѣдка (сейчас говорят без ё: медве́дка), надѣванъ, надѣвывалъ, неумѣха, обрѣлъ, смѣтка, сѣдла, подгнѣта, цвѣлъ и производные.
- Ѣ не пишется в расширителе -ен- слов вроде врем-ен-а (врем-я), письм-ен-а (письм-о), кам-ен-ь (кам-ешекъ), рем-ен-ь (рем-ешокъ) и т. п.; в расширителе -ес-: чуд-ес-а, чуд-ес-ный (чуд-о), слов-ес-а, слов-ес-ный (слов-о), древ-ес-ный (древ-о), кол-ес-о, кол-ес-ный (о-кол-о, кол-о-воротъ) и т. п.; в расширителе -ер-: мат-ер-и, мат-ер-икъ (мат-ь), доч-ер-и, доч-ер-ній (доч-ь).
- Ѣ не пишется в корневых русских полногласных сочетаниях -ере- и -еле- (берегъ, дерево, жеребецъ, передъ…; зеленый, пелена, селедка, селезень… — за исключением тёмных в этимологическом смысле слов телѣга и желѣзо) и, вопреки старославянской этимологии и орфографии, в неполногласных сочетаниях -ре- и -ле- славянизмов (вредъ, время, учредить, влечь, предвосхищать, чрезмѣрный, прибрежный, вретище, древній и т. п.; немногие исключения перечислены в таблице выше: -лѣ-, -рѣ-).
- Ѣ не пишется в сочетании -ер- перед согласными внутри корней: держ-ать, верх-ъ, перв-ый, сердц-е, смерт-ь; но может писаться, если после этого сочетания идёт суффикс: вѣр-н-ый, чрезмѣр-н-ый.
- Ѣ не пишется в суффиксе -ец-: конецъ, вѣнецъ, дворецкій (но: москворѣцкій от рѣка).
- В основах очевидно неславянских слов буква ѣ, как правило, не употреблялась. Немногие исключения перечислены выше. В основном это чрезвычайно древние заимствования (Днѣпръ, Днѣстръ), кроме имени австрийской столицы (Вѣна): но и его написание установилось в период, когда ѣ был ещё живым звуком, который и слышали в немецком Вьен (Wien) (в XVIII в. могли передаваться через ѣ иностранные слова с -ье, например пѣса вместо пьеса, но в других случаях такое написание не утвердилось). К окончаниям слов это правило, разумеется, не относилось.
- Довольно часто узнать правописание буквы ѣ—е можно, сравнив произношение родственных слов в других славянских языках, например в украинском или польском. Там, где по-русски писалась буква е, в украинском и польском языке также произносится [е]. Однако звук [ѣ] в украинском и польском языке перешёл, соответственно, в [и] и [я]. Например, слово лес писалось через ять: лѣсъ; в других славянских языках встречаются произношения: [лис] (в украинском), [ляс] (в польском). Тем не менее это правило работает далеко не всегда, поскольку в украинском языке звук [е] в некоторых словах также перешёл в і: кліщ — клещъ, піч — печь, крісло — кресло[8].

## Спорные написания
Система Грота в ряде случаев противоречила предшествующей традиции. Таковы, например, узаконенные им написания рѣдька (древнее редька), змѣй (по Ломоносову змей), хмель, копейка, клей, брею, брадобрей и ещё несколько.

### Руководства
- Белосоколов А. П. Буква Ѣ: руководство к употреблению этой буквы в письме (со списком слов). — СПб.: тип. Х. Гинце, 1847.
- Буква Ѣ и знаки препинания: Руководство к употреблению буквы Ѣ и знаков препинания (со списком слов) (PDF). — СПб.: тип Ю. Штауфа, 1858.

### Другое
- Александров А. Полный русско-английский словарь. — 5-е изд. — СПб., 1909. (Репринт в Германии ок. 1960.)
- Булич С. К. Ять // Энциклопедический словарь Брокгауза и Ефрона : в 86 т. (82 т. и 4 доп.). — СПб., 1890—1907.
- Буслаев Ф. Историческая грамматика русскаго языка. — 4-е изд. — М.: изд. братьев Салаевых, 1875.
- Востоков А. Сокращённая русская грамматика. — 4-е изд. — М.: в универс. типогр., 1843. (Существует репринт.)
- Григорьева Т. М. Русское письмо: от реформы графики к реформе орфографии. — Красноярск: изд-во КГУ, 1996.
- Грот Я. К. Русское правописание. — 11-е изд. — СПб.: Имп. АН, 1894.
- Ломоносов М. В. Российская грамматика. — СПб.: Имп. АН, 1755.
- Смирновский П. В. Учебник русской грамматики. Часть 1. Этимология. — 26-е изд., стереотип. — 1915.
- Успенский Л. В. По закону буквы. — М.: Молодая гвардия, 1975.
- Чернышёв К. В. Грамматика русскаго языка. — СПб., 1910.
- Церковнославянская грамота / Отв. ред. Шумских Н. Н. — СПб., 1998.